# Simonestus separatus
Simonestus separatus là một loài nhện trong họ Corinnidae.
Loài này thuộc chi Simonestus. Simonestus separatus được Joachim Schmidt miêu tả năm 1971.